# 仙台電波高等学校
仙台電波高等学校（せんだいでんぱこうとうがっこう）とは、かつて宮城県仙台市太白区に存在した国立高等学校。

## 概要
無線従事者（無線通信士）の養成を主な目的として設立された。1952年（昭和27年）に校地移転してから閉校まで、戦前の旧制宮城県女子専門学校の木造校舎をそのまま転用していた。学区が広範囲だったために、同敷地内に建てられた寮に入寮して通学する生徒もいた。校庭には無線通信用のアンテナ（鉄塔）が建てられていた。

## 設置学科
- 全日制課程
  - 本科
  - 専攻科
  - 第一別科
  - 第二別科

## 沿革
- 1943年（昭和18年）
  - 1月22日 - 財団法人東北無線電信講習所が設立される。
  - 11月1日 - 運輸通信省に移管され、（官立）無線電信講習所仙台支所となる。
- 1945年（昭和20年）
  - 4月1日 - （官立）仙台無線電信講習所として独立する。
  - 5月19日 - 運輸通信省から分離独立した逓信院に移管される。
  - 6月21日 - 青森県弘前市に弘前支所を置く。
  - 11月30日 - 弘前支所を廃止する。
- 1948年（昭和23年）8月1日 - 逓信職員訓練法施行により、逓信省（1946年（昭和21年）7月1日に逓信院から改組）から文部省に移管される。
- 1949年（昭和24年）5月31日 - 国立学校設置法施行により、仙台無線電信講習所から仙台電波高等学校に改組する。
- 1952年（昭和27年）3月30日 - 仙台市八木山の東北大学第三教養部跡地（現・向山高校）に移転する。
- 1971年（昭和46年）4月1日 - 国立仙台電波工業高等専門学校（現・仙台高専）に改組のため、募集停止する。
- 1974年（昭和49年）6月7日 - 国立学校設置法改正により、廃校となる。

## 部活動
運動部は全国高等学校体育連盟（高体連）の開催する高校総体に参加した。
- 海洋部 - 七ヶ浜町花渕浜沖合を練習海域とした。ヨットが転覆した場合に備えて自前の救助艇を持っていた。
- バスケット部
- 軟式野球部
- 山岳部
- 陸上競技部
- 放送部
- 写真部

## 著名な卒業生
- 丸山健二 （芥川賞作家）
- 山内英房 （株式会社やまや会長）
- 曽根一吉（龍ケ崎市議会議員）
- 伊藤致雄（小説家）

## 松韻寮
学区が全国区だった為に、自宅から通学困難な者は、同敷地（仙台市太白区八木山緑町1番1号）内にある「松韻寮」から通学した。「松韻寮」の寮名は現在の仙台高専広瀬キャンパスにも引き継がれている。

## 卒業生同窓会
- 松韻会 学校が2度に渡り改組された為、松韻会が当校の卒業生同窓会を包括している。

## 参照
- 写真で見る歴史年表